# 立花高等学校
立花高等学校（たちばなこうとうがっこう）は、福岡県福岡市東区和白丘二丁目に所在する私立高等学校。設置者は学校法人立花学園。

## 設置学科

### 設置学科
- 全日制課程
  - 普通科（単位制）

### 学科内専門コース
2年次より各コースに分かれる
進学コース
- 文系
- 理系

DS（就職）コース
全教科の授業に加えて体験授業がある。

## 沿革
- 1957年 - 明林高等学校として開校（創設者、安部清美）
- 1963年 - 第二高等学校と改称
- 1965年 - 福岡工業大学創立者である桑原玉市が運営を引き継ぐ
- 1966年 - 立花女子高等学校と改称
- 1973年 - 共学化、立花高等学校と改称
  - 電波学園抗争の余波を受け、生徒数3名に
- 1970年代後半 - 全国から中途退学者を受入れ
- 1985年 - 新1年生より制服着用を義務化
- 1993年 - 隔週5日制実施
- 1994年 - 学内不登校委員会設置
- 1996年 - 東区奈多公民館において不登校生のための学校外教室開設（現在5か所）、適応指導学級（現サポート学級）を開設
- 2003年 - 全日制・単位制導入
- 2005年 - 先進校視察開始
- 2006年 - 学校設定科目 ワールド開設
  - ダンス講師・教育アドバイザーに今村克彦が就任
- 2011年 - 特別支援教育セミナー主管校として活動
- 2012年 - 卒業生の就労支援目的としたNPO法人｢パイルアップ｣を設立
  - 北欧視察
- 2013年 - フェルト アシスタント採用
  - タイ王国バンコク「プラモチ校」と姉妹校提携および生徒交流始動
- 2014年 - 文部科学省　モデル校として、デュアルシステム（長期職場体験）の導入
  - 社会福祉法人野の花学園と業務提携
  - 学校敷地に共同作業所「キャリアワーク立花」開設
- 2016年 - 新校舎・体育館・グランド完成
- 2020年-オンライン授業導入
- 2021年- チーム担任制を導入(それまでは1クラス1人の担任だったが2クラスで3人の担任がおり、1週間おきに変わる。又は3クラスで5人の担任)
- 2022年 -制服だけではなく私服も許可された それと同時に制服を購入しなくても良くなった
- 2023年 -セブンティーンアイスの自動販売機を導入

## 特色
不登校自律支援に力を入れており、小学校、もしくは中学時代に不登校を体験した生徒が8割を占める。

## 社会とのかかわり
- 齋藤眞人校長は平成27年度文部科学省「不登校に関する調査研究協力者会議」の委員を務めている[2]
- 福岡県内の私立高校で構成されている「高校生セーフティネット研究会」主管校[3]
- すぐに社会に出て就労する事が難しい卒業生のために学校の隣接地にて社会福祉法人野の花学園と共同で「キャリアワーク立花」を運営している[4]。
- 2010年5月までは酒田短期大学および東京ドリーム学園[5]理事長だった貝原秀輝が理事長を務めていたが、現在は校長の齋藤眞人が理事長を兼任しており前出2校との関連性は無くなっている[6]。

## アクセス
- 九州旅客鉄道（JR九州）福工大前駅、JR九州香椎線・西日本鉄道貝塚線和白駅
- 西鉄バス「和白丘」バス停

## 著名な出身者
- 古川佳奈美（パラ卓球選手）

## テレビ放送
- 読売新聞スペシャル 君は君のままでいい～立花高校 3年間の記録～（福岡放送、2019年7月21日、日曜曜15:00 - 15:55）[7]。

- NNNドキュメント「君は君のままでいい～立花高校3年間の記録～」（日本テレビ、2019年9月30日、月曜（日曜深夜）1:05 - 1:35）[8][注 1]。

## 書籍
- 「いいんだよ」は魔法の言葉 ―君は君のままでいい―[9]（2019年12月18日発売、梓書院）ISBN 978-4-87035-661-0

## ギャラリー

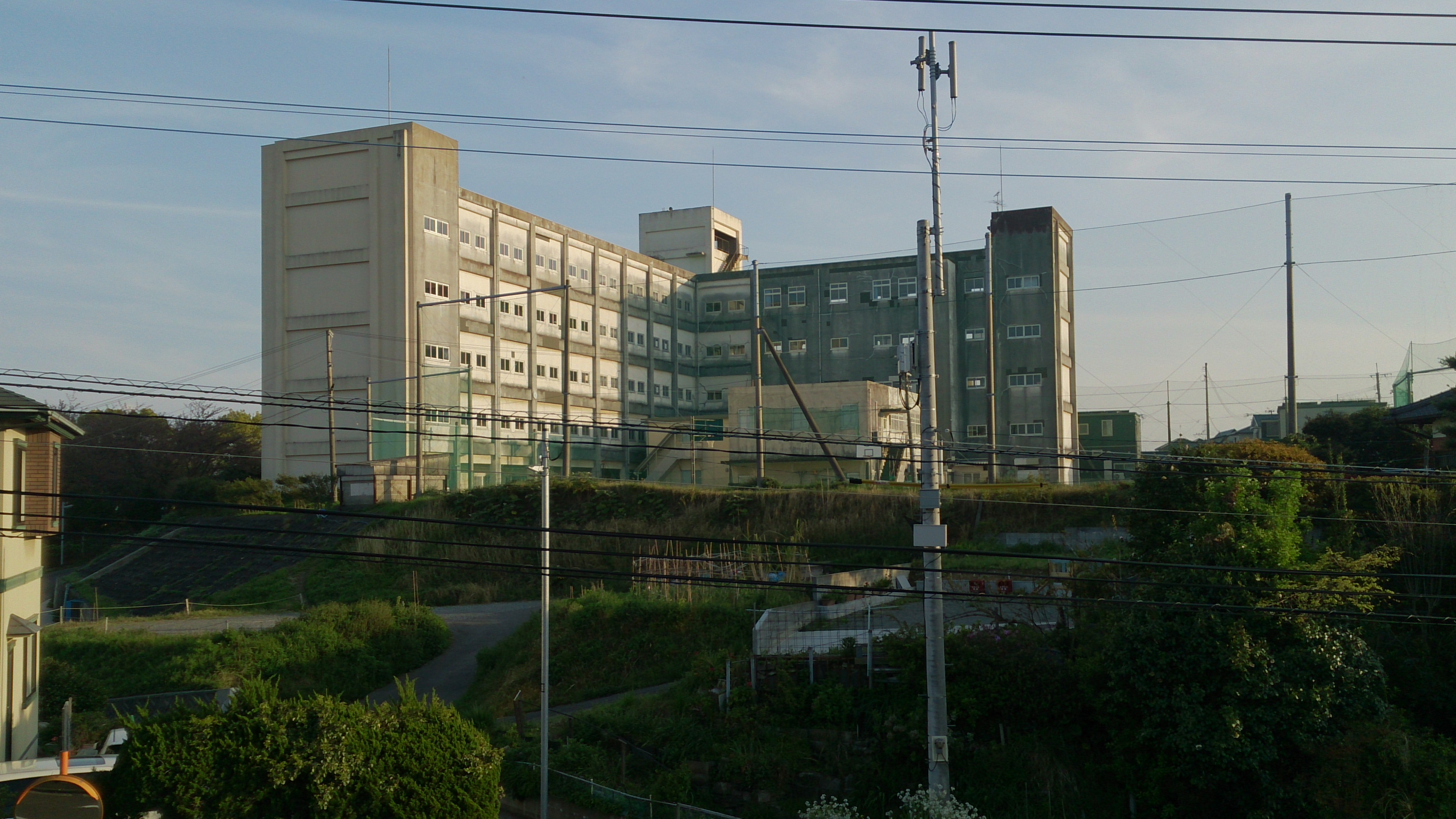
旧校舎(2015年4月11日撮影)
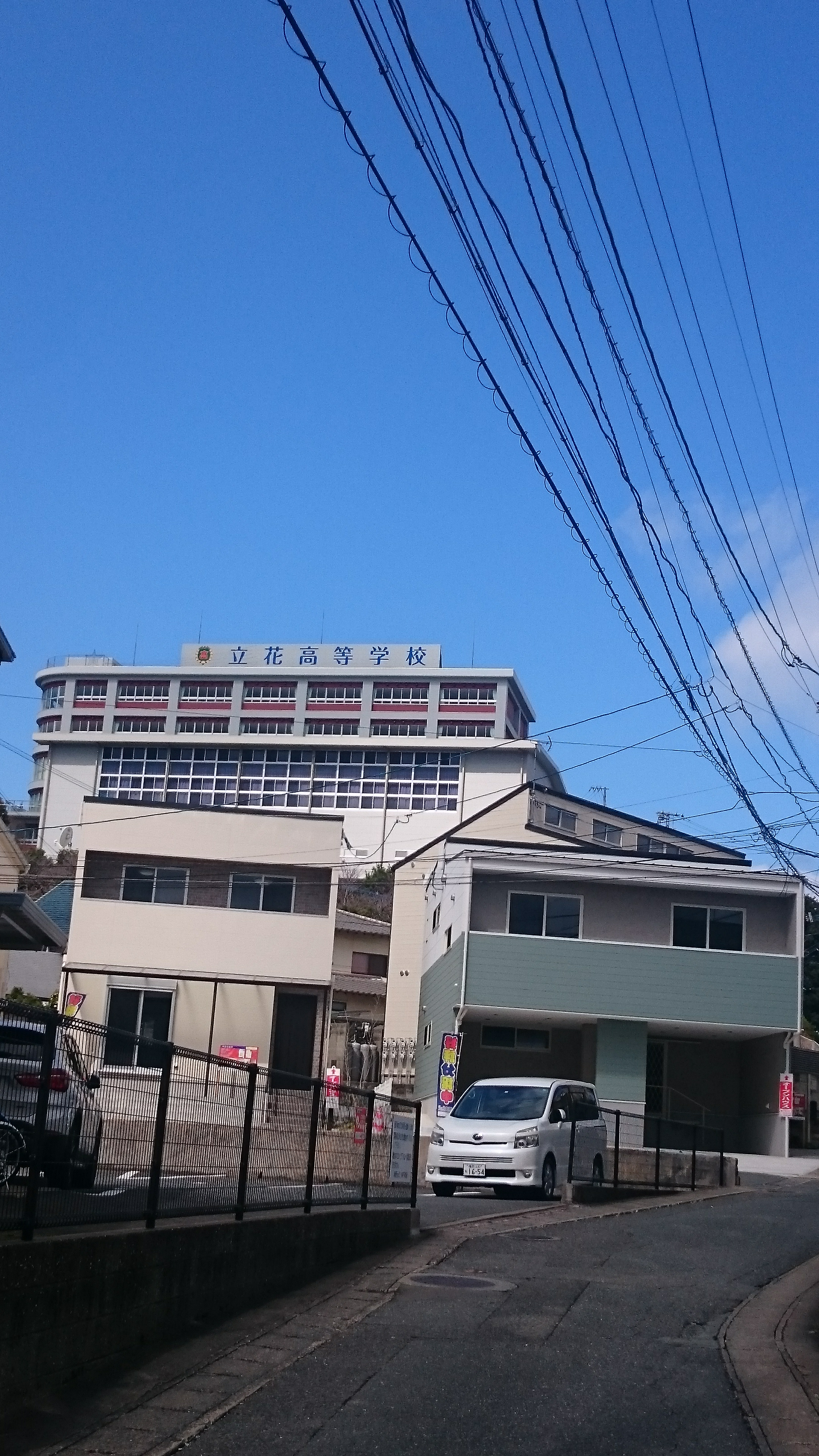
新校舎(2020年3月8日撮影)